# 四羰基铁酸二钠
四羰基铁酸二钠是化合物，化学式为Na2[Fe(CO)4]。有机合成使用这种对氧敏感的试剂，主要是在合成醛中。常用二恶烷络合其中的钠离子，这种二恶烷溶液也被称为Collman试剂。四羰基铁酸根离子为四面体结构。

## 合成
库克于1970年首先报告了这种试剂。目前的合成方法是在四氢呋喃溶液中用萘钠还原五羰基铁。产率取决于五羰基铁的质量。
Fe(CO)5 + 2 Na  →  Na2[Fe(CO)4]  +  CO

## 反应
最初描述它为在一个两步“一锅”的反应中，转化伯烷基溴化物（RBr）成相应的醛的试剂：
Na2[Fe(CO)4]  +  RBr  →  Na[RFe(CO)4]  +  NaBr
然后此溶液依次用PPh3和乙酸处理，得到醛（RCHO）。
四羰基铁酸二钠可以用来将酰氯转换到醛。库克的早期发现则为将铁的酰基络合物进行质子分解，得到醛。
Na2[Fe(CO)4]  +  RCOCl  →  Na[RC(O)Fe(CO)4]  +  NaCl
Na[RC(O)Fe(CO)4]  +  HCl  →  RCHO  +  "Fe(CO)4"  +  NaCl
四羰基铁酸二钠与烷基卤化物（RX）反应，产生烷基配合物：
Na2[Fe(CO)4]  +  RX  →  Na[RFe(CO)4]  +  NaX
这种烷基铁可以转化成相应的羧酸和酰卤：
Na[RFe(CO)4]  +  O2, H+  →→  RCO2H  + Fe...
Na[RFe(CO)4]  +  X2  →  RC(O)X  +  FeX2  +  3 CO  +  NaCl

## 扩展阅读
- Collman, J. P. . Accounts of Chemical Research. 1975, 8 (10): 342–347. doi:10.1021/ar50094a004.
- Ungurenasu, C.; Cotzur, C. . Polymer Bulletin. 1982, 6 (5–6): 299–303. doi:10.1007/BF00255401.
- Hieber, V. W.; Braun, G. . Zeitschrift für Naturforschung B. 1959, 14 (2): 132–133. S2CID 94402946. doi:10.1515/znb-1959-0214 .